# 1403 هـ
1403 هـ هي سنة في التقويم الهجري امتدت مقابلةً في التقويم الميلادي بين سنتي 1982 و1983.

## أحداث
- انتقل فيه الأمير تركي الثاني بن عبد العزيز آل سعود إلى مصر.

## مواليد
- 12 محرم - أحمد الشرع، رئيس الجمهورية العربية السورية.
- إبراهيم بوطيبان
- عبد الله المضف
- غدير صفر
- فرانك ريبيري
- محمد أسيري

## وفيات
- حامد الآمدي
- حفيظ جالندهري
- سعود بن هذلول بن ناصر الثنيان آل سعود
- عبد الله الجراري
- عصمت المراد
- عمر النعمة
- كريم أميري فيروز كوهي
- محمد أبو شهبة
- محمد إدريس السنوسي
- أحمد حسين
- الصاوي شعلان
- محمد بن علي الحركان
- عبد القدوس الأنصاري

### شوال
- 15 شوال - محمد أبو شهبة، عالم دين مصري.